# مادة الهالون
تشَكِّل الهالونات مواد ثابتة ذات سُمِّية ضعيفة، مستعمَلة في مُستَهل القرن لإطفاء الحرائق وتفادي الانفجارات.
حالياً يُستعمَل الهالون 1211 (عنصر سائل) بصفة خاصة في المطافئ المحمولة والنقالة، بينما الهالون 1301 (عنصر غازي) يُستَعمل في أجهزة أوتوماتية للإطفاء. وقد أبانت هذه الهالونات عن فاعليتها الإطفائية العالية، حيث أنها تتصف بسُمية ضئيلة وبالنظافة (إذ أنها لا تترك رواسب) عموماً بتعبير الاحتراق يُقصد التفاعل الكيميائي السريع إلى حد ما، لمادة قابلة للاحتراق مع الأكسجين، مُصاحب بإنتاج حراري وغاز الاحتراق، ودخان وضوء. وهناك مواد مختلفة نملك جُزيئاتها كمية كافية من الأكسجين تمكنها من الاحتراق بدون أي إسهام خارجي، وبالتالي حتى في غياب الهواء. 
أكثر هذه المواد شهرة هي المواد المتفجرة والسلِّيلوئيد. ويمكن الاحتفاظ بأغلب هذه المواد في الهواء بدون خطر؛ مع الدفء، وبمجرد الوصول إلى درجة حرارة معينة تبدأ ظاهرة الاحتراق المُشعّ. وتُسمّى درجة الحرارة هذه، التي يبدأ فوقها الاحتراق ولو بدون تدخل حرارة خارجية، درجة حرارة الاشتعال، أو درجة حرارة الاشتعال الذاتي (flash point).
لإطفاء الحريق، تقليدياً، يجب إزالة عنصر من مثلث الاشتعال، وهو المادة القابلة للاحتراق أو الأكسجين.
يُضيف الهالون بُعداً رابعاً لهذا السياق إذ يتدخل لإيقاف المفعول الكيميائي المتسلسل لعملية الاحتراق، مانعاً تواجد الشروط الثلاثة المذكورة أعلاه والتفاعل بينها.

## أضرار الهالون
قدرة مادة ما على إتلاف الأوزون ترجع إلى عدة عوامل، وبصفة خاصة إلى الكلوريد والبروميد، المتواجدين في الهالونات. ولذلك أقدم الخبراء على وضع سُلّم للقياس في هذا المضمار، يُسمّى ODP (أي القدرة على إتلاف الأوزون)، حتى يُتمكَّن من مُقارنة مُختلف المركبات. تتّصف المُثلِّجات السائدة، التي تُشغِّل الثلاجات وأجهزة التكييف، بقيمة 1 كمرجعية؛ بينما يتصف الهالون 1301 بقيمة تتراوح بين 10 و 16، وهذا يعني أن الهالون يملك قدرة على إتلاف الأوزون تفوق ب 10 إلى 16 مرة قدرة الإتلاف التي تملكها الكلوروفليوكربونات (CFC) السائدة المستعمَلة في أجهزة التبريد. 
الاستعمال العالمي للهالون أقل بكثير من استعمال الكلوروفليوكربونات (CFC)، رغم كونه أكثر ضرراً على البيئة، ويُفتَرَض أنه يساهم بنسبة 20% في إتلاف طبقة الأوزون.

## استعمال الهالون في مكافحة الحرائق
تقرر الشروع في الأبحاث لتفادي الأضرار المحدقة بالبشرية، بسبب تكاثر عدد الوفيات.
لهذا الغرض، جُربت عدة أنواع من المواد، غير أنه في 1947 فقط تم التعرُّف من خلال أبحاث أجرتها مؤسسة الأبحاث بارديو Purdue وأخرى من طرف الجيش الأمريكي، على صنفَين من الهالون يتصفان بسمِّية طفيفة: هما الهالون 1211 والهالون 1301، الذان أبانا عن تفوقهما في إطفاء الحرائق. ما هي أنواع التصرف المتعلقة باستعمال الهالونات؟ بمجرد أن ظهرت التأثيرات المُضرّة على البيئة بصفة جلية، حتى تظافرت جهود المستهلكين الصناعيين و الخبراء في قطاع الوقاية من الحريق للخفض من استعمالاته وتصريفه في المحيط الجوي.
وقد ظهر في السابق أن تجارب اختبارات المواد المُطفئة والأجهزة الأوتوماتية للإطفاء شكلت السبب الأولي لانبعاثات الهالونات في المحيط الجوي.